# Couvent des Minimes de Perpignan
Le couvent des Minimes, est situé à Perpignan dans le département des Pyrénées-Orientales. Il est fondé en 1573 dans l'ancien quartier juif (en catalan le Call), sur le flanc de la colline du « Puig Sant Jaume », localisé tout près des remparts. Aujourd'hui, cet édifice qui est l'un des lieux les plus connus de Perpignan est classé aux monuments historiques.
Le couvent des Minimes accueille de nombreuses expositions durant l'année, ainsi que le prestigieux festival de photo-journalisme « Visa pour l'Image » qui se déroule au mois de septembre.

## Historique
Le couvent des Minimes est dédié à Sainte-Marie de la Victoire. Il fut fondé par Pierre de Valdès à partir de 1573, grâce aux donations royales et privées des Perpignanais.
Il s’agit d’un édifice religieux construit par l’ordre des Minimes fondé en 1493 par San Francesco di Paola surnommé « Frères de la Victoire » à la mémoire de la victoire remportée par Don Juan d’Autriche sur les Turcs.
La construction du couvent se fit en quelques années et exclusivement en briques. Les travaux commencèrent en 1575. Dix ans après le début des travaux, l'église est achevée. Le cloître, est terminé aux alentours de 1617 et les bâtiments monastiques tels que les dortoirs et les cuisines, sont achevées en 1620. Quelques années plus tard, il fut aménagé une immense citerne, que l'on voit encore aujourd'hui.
Dès le milieu du XVIIe siècle une communauté de moines minimes s'installa dans les locaux neufs. Ils y restèrent jusqu'à la Révolution française, date où la plupart des communautés religieuses durent fuir leur monastère.
C'est donc en 1791, au lendemain de l'évacuation du monastère par les pères Minimes, que l'administration militaire affecte les locaux du couvent aux services de l'Intendance.
Par la suite les bâtiments furent donnés à l'armée qui la transforma en caserne jusqu'au XXe siècle où la ville de Perpignan en fit l'acquisition.
Aujourd'hui, nous pouvons dire que l'édifice est pratiquement intact malgré les différentes affectations des lieux depuis le départ des religieux.

## Architecture
D'un point de vue architectural, le couvent est majoritairement construit à partir de brique, mais certains éléments sont mis en valeur grâce à du marbre.
L'église est sensiblement orientée sud ouest, nord est. Elle se développe autour d'une nef unique de cinq travées bordée de chapelles latérales et chœur à sept pans.
L'église a été divisée dans sa hauteur par un plancher sur arcs doubleaux de briques. La nef est couverte d'une toiture sur charpente portée par des arcs doubleaux diaphragmes tandis que le chœur est voûté sur nervures rayonnant à partir de la clé. Sur celle-ci figure en relief l'image de la Vierge, revêtue de la bure aux couleurs de l'habit des Minimes.
De petits passages permettent la communication entre les chapelles latérales couvertes de voûtes sur croisée d'ogives.
La porte d'entrée de l'église, sur la façade Sud-Ouest est sobre, il s'agît d'une porte en arc plein-cintre montée dans un appareil de marbre blanc. Les fenêtres en arc brisé qui éclairaient le chœur sont aujourd'hui murées de même que les oculus de la nef.
Le cloître extérieur se développe au Sud-est de l'église, autour d'une cour quadrangulaire, pavée, sous laquelle se trouve un importante citerne.
Les quatre corps de bâtiment qui le composent sont en brique ; deux galeries superposées s'ouvraient autrefois sur la cour par une suite d'arcs plein cintre dont l'ordonnance par travée est le suivant : un grand arc au rez-de-chaussée et deux petits arcs jumelés au premier étage. L'ensemble de ces arcades sont murées ou transformées en fenêtres depuis la Révolution.
Les travées sont séparées entre elles au niveau du rez-de-chaussée par un contrefort prolongé à hauteur du 1er étage par un pilastre nu ; la liaison entre les deux éléments est assurée par une retraite adoucie.
Il résulte de cette ordonnance une architecture d'une élégante sobriété.
À l'intérieur du cloître les galeries du rez-de-chaussée sont couvertes de voûtes en pénétration, celles du premier étage sont charpentées.
Au niveau de certaines travées, les galeries du rez-de-chaussée sont ornées de peintures murales accompagnées d'inscriptions. Ces peintures sont disposées sur les parois dans les espaces dégagés par les lunettes des voûtes ; elles semblent illustrer la vie de saint François de Paule, de saint Antoine de Padoue et l'Histoire de l'Ordre des Minimes.

## Archéologie
Au XXe siècle des fouilles archéologiques ont eu lieu au couvent des Minimes.
En 1991, des archéologues ont réalisé les premiers sondages archéologiques sur l’édifice. Par la suite, à l'occasion de travaux dans la cour du cloître en 1997, trois autres sondages ont été menés. Le premier sondage a permis de mettre en évidence plusieurs niveaux au sol, datant de la fin du XVIe siècle. Ces niveaux pourraient correspondre à l’implantation des citernes qui se situaient sous le cloître.
Le deuxième sondage archéologique en 1997 s'effectue autour du puits central. Celui-ci permet de retrouver des anciennes potences de puisage et de confirmer la datation et le caractère rapide du comblement au-dessus de la citerne.
Le troisième sondage centralisé sur le mur-galerie du cloître, observe deux marches qui permettent de mettre en évidence le rehaussement des niveaux de sol dans la galerie et dans la cour et confirme le décaissement général du substrat, à environ 4 mètres des murs de la galerie.
Durant ces fouilles, on a pu retrouver plusieurs mobiliers. La majorité de ce mobilier archéologique contient des céramiques provenant du comblement de la fosse d'implantation de la citerne. Il s'agit d'un mobilier très fragmenté et de tessons de coupes vernissés marron, à décor et on a aussi trouvé des assiettes décorées en faïence. Ce qui laisse penser que c’étaient des céramiques communes.
L'étude de ces fouilles révèle plusieurs aspects dont l'implantation de la citerne sur la galerie contemporaine, au XVIe siècle après la construction du cloître.